# Crystal City (Virginia)
Crystal City ist eine Stadt im Südosten des Arlington County im US-Bundesstaat Virginia, südlich der Innenstadt von Washington, D.C. Viele Bürogebäude und Wohnhochhäuser sind über unterirdische Korridore miteinander verbunden. Dadurch kann man Geschäfte, Büros und Wohnungen aufsuchen, ohne die unterirdischen Bereiche zu verlassen. Insofern ist Crystal City zum Teil eine Untergrundstadt.
In Crystal City befinden sich viele Büros von Unternehmen des Verteidigungssektors, das Arbeitsministerium der Vereinigten Staaten, den United States Marshals Service und viele Pentagon-Außenstellen. Im Stadtgebiet liegt der Ronald Reagan Washington National Airport.

## Geografie
Crystal City befindet sich am Jefferson Davis Highway (U.S. Highway 1) südlich des Pentagon und östlich von Pentagon City sowie an der Westseite des Ronald Reagan Washington National Airport. Unter den vielen „urbanen Dörfern“ im Landkreis Arlington findet man nur in Crystal City hohe Wohn- und Bürogebäude, Hotels und viele Geschäfte und Restaurants. Unter der Stadt sind Einkaufszonen, Büros und Wohnungszugänge durch ein Netz von Verbindungsgängen verbunden.
Crystal City verfügt über eine Bahnstation der Metro Washington – für blaue und gelbe Züge sowie über den Bahnhof Crystal City (VRE) der Virginia Railway Express-Bahn.
Die Stadtplanung für Crystal City galt anfangs als avantgardistisch aufgrund der von Haupt- und Nebenstraßen begrenzten Häuserblocks, da die Fußwege in Tunnel verlegt wurden. Seither wurde Crystal City jedoch in eine traditioneller wirkende Stadt umgestaltet, mit Restaurants auf Straßenniveau, so dass die Straßen eher wie Stadtstraßen denn als Durchgangsstraßen wirken.

## Geschichte der Stadt

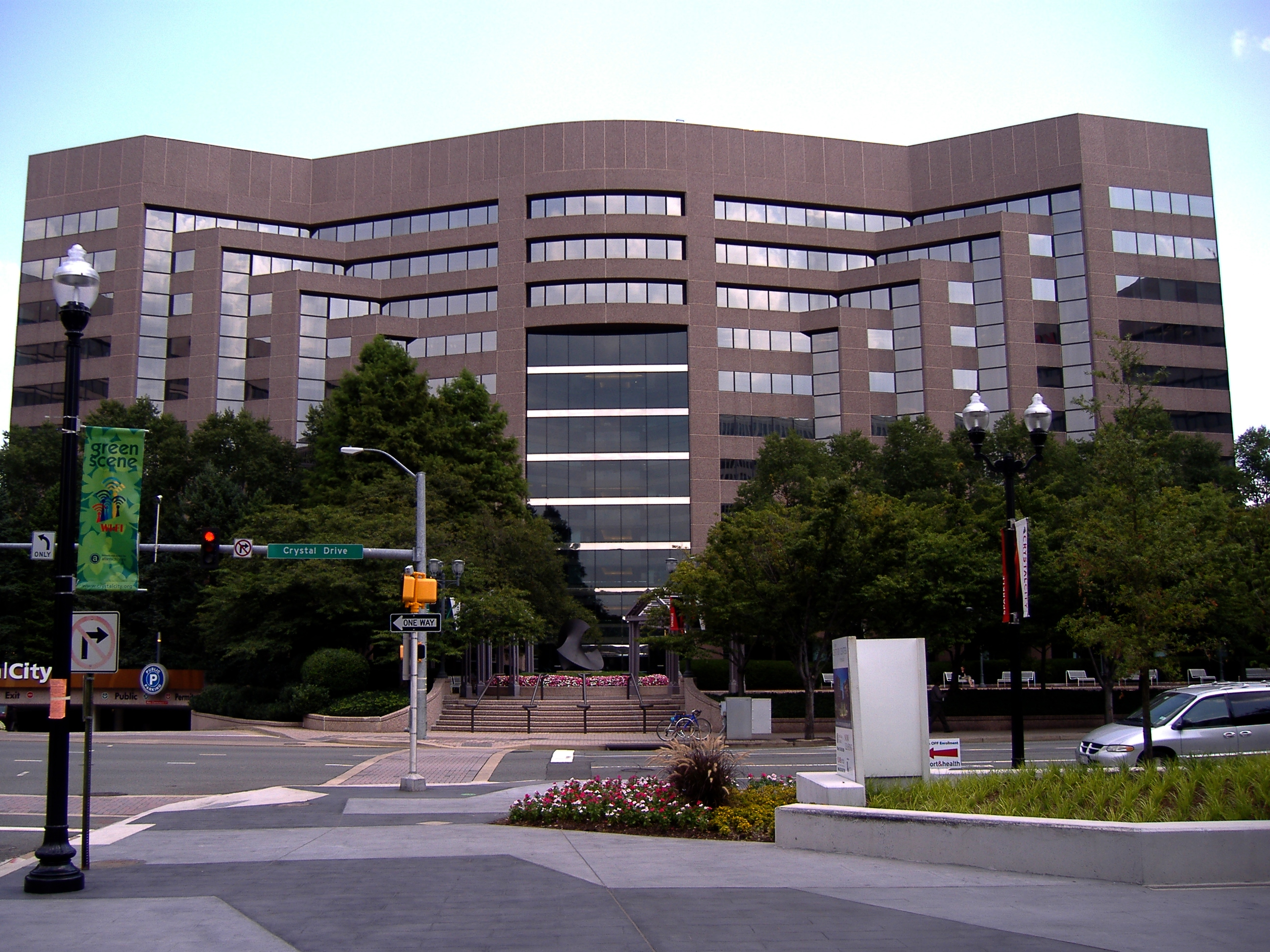
Crystal Park 4, ehemaliger Hauptsitz von US Airways im Juli 2009

Vor der Entwicklung durch die Charles E. Smith Co. bestand das Gebiet aus Industriegebieten, Schrottplätzen und Motels. An der Kreuzung der Autobahn 1 mit der 20. Südstraße befand sich von 1947 bis 1963 ein Autokino. Die RF&P-Bahngleise wurden an den Nationalflughafen verlegt, um Platz für die Stadtentwicklung zu bieten.
Obwohl die Stadt keine Planstadt ist, entwickelte sie sich ab 1963 in ähnlicher Weise. Der Name „Crystal City“ stammt vom ersten Gebäude, das den Namen Crystal House trug und einen teuren Kristalllüster in der Lobby hatte. Jedes spätere Gebäude erhielt den Namen Crystal (z. B. Crystal Gateway, Crystal Towers) und schließlich die ganze Nachbarschaft. Der Baustil und die Materialien der Hochhäuser ähneln sich, die meisten Fassaden bestehen aus gesprenkeltem Granit.
Das Untergrund-Einkaufszentrum von Crystal City wurde im September 1976 eröffnet. Es galt als „Einkaufszentrum der Jahrhundertwende“. Darin fand man kleine Läden mit antik wirkenden Bleiglas-Schaufenstern und Kopfsteinpflaster-Wegen. Größere Läden waren das 1.100 m² große Jelleff's-Damenmode-Geschäft, Larimers Gourmet-Lebensmittelladen sowie eine größere Apotheke. An einer „Antiken Allee“ wurden Antiquitäten und kunsthandwerkliche Waren angeboten. Anfangs gab es 40 Geschäfte. Geplant wurde eine Erweiterung um 14.000 m² sowie 70 weitere Geschäften, darunter das Crystal Palace Food Court.
Am 26. Juni 2004 wurden die Adressen vieler Gebäude geändert, einige Hauptstraßen wurden in Zweiwege-Straßen verwandelt und auch Gebäude-Benennungen (z. B. „Crystal Gateway 1“) wurden entfernt. Das kann bei der Suche nach Adressen bis heute zu Verwirrung führen.

## Wirtschaft

Crystal City mit Rosslyn sowie Washington, D.C. im Hintergrund.

Crystal City hat derzeit über 22.000 Einwohner, während rund 60.000 dort jeden Werktag arbeiten.
Die Hauptsitze der Bergbau-Sicherheits- und Gesundheitsschutz-Behörde und des United States Marshals Service sind in Crystal City. Die Umweltschutzagentur EPA und das US-Bundesverwaltungsamt befinden sich in der Stadt, ebenso wie Unternehmen aus dem Verteidigungssektor und Außenstellen des Pentagon wie das Pentagon-Renovation Program. Auch das Warrior Transition Command und die Afghanistan-Wiederaufbau-Behörde liegen in Crystal City.
Bis zum Zusammenschluss mit America West Airlines hatte die Fluggesellschaft US Airways ihren Hauptsitz in Crystal Park 4. Seit 2005 befindet sich der Sitz des fusionierten Unternehmens in Tempe, Arizona, in Greater Phoenix.
In Crystal City sind mehrere Verbände und Technologie-Unternehmen zu finden, darunter die American Diabetes Association, die American Public Power Association, die Eastern Foundry, TechShop und PBS.
Amazon.com plant, das Amazon HQ2 in Crystal City zu errichten – mit rund 25.000 Angestellten. Der neue Standort umfasst auch Flächen von Pentagon City und Potomac Yard.